# Julian Barnes

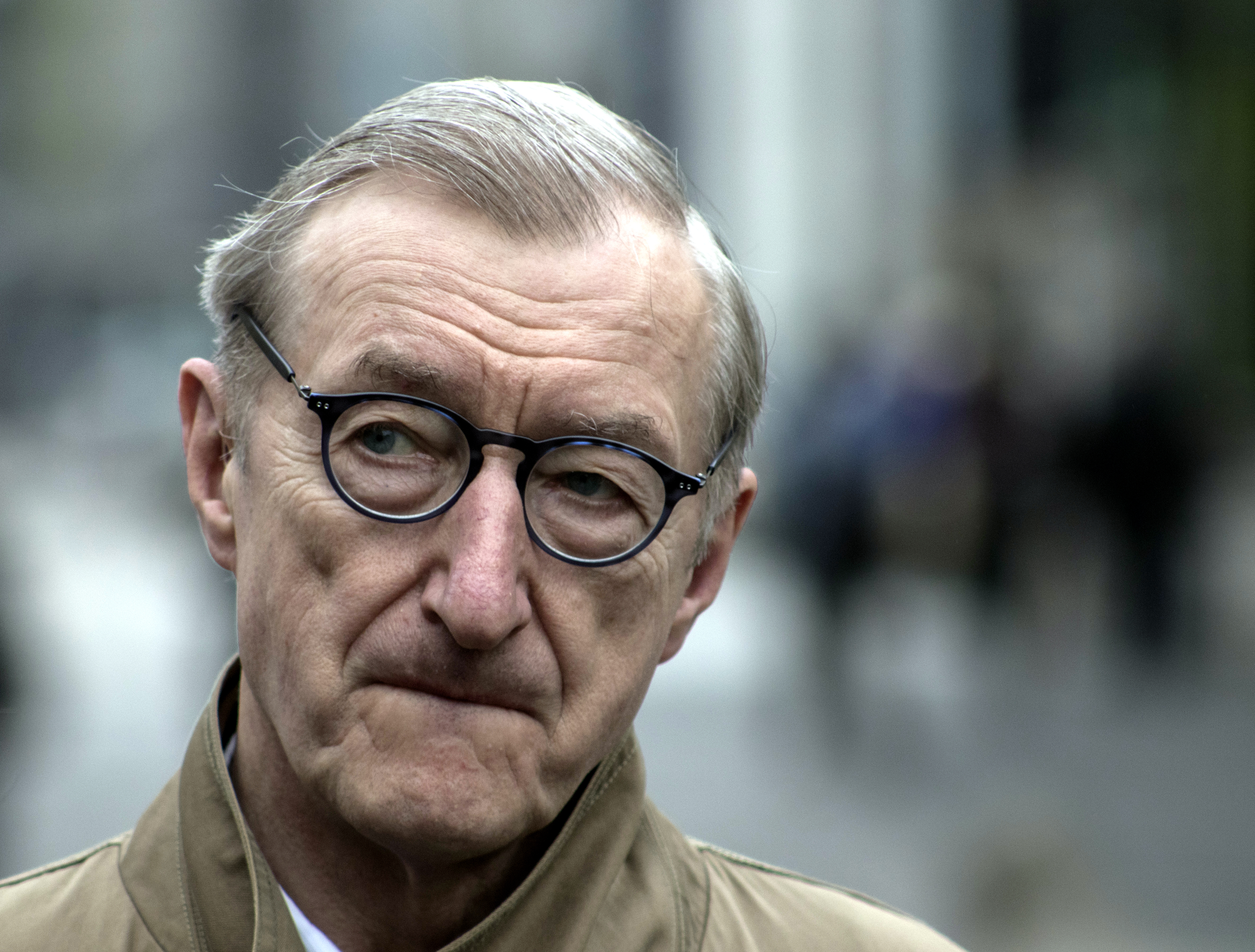
Julian Patrick Barnes (2019)

Julian Patrick Barnes (sinh 19 tháng 1 năm 1946 tại Leicester, Anh) là một nhà văn người Anh đương đại, và người chiến thắng của giải Man Booker năm 2011 cho cuốn sách của ông The Sense of an Ending. Ba cuốn sách của ông đã được lọt vào danh sách giải thưởng trong những năm trước: Flaubert's Parrot (1984), England, England (1998), và Arthur & George (2005).
Barnes đã viết tiểu thuyết trinh thám dưới bút danh Dan Kavanagh. Barnes là một trong những nhà văn Anh được yêu thích nhất ở Pháp, nơi ông đã giành được nhiều giải thưởng văn học, trong đó có Giải Somerset Maugham năm 1981 cho quyển "Metroland", Medici Prix cho Parrot Flaubert và Femina Prix cho Talking It Over. Ông là một nhân viên của L'Ordre des Arts et des Lettres. Năm 2004 ông đã đoạt Giải quốc gia Áo cho Văn học châu Âu.

## Thời trẻ
Dù Julian Barnes sinh ra ở Leicester, gia đình cậu chuyển đến các vùng ngoại ô London sáu tuần sau đó. Cha mẹ cậu đều là giáo viên tiếng Pháp. Ông đã nói rằng việc ông ủng hộ Câu lạc bộ bóng đá Leicester City lúc lên bốn hoặc năm, là "một cách để liên kết tình cảm đối với thành phố quê hương mình". Julian Barnes được đào tạo tại Trường thành phố Luân Đôn giai đoạn 1957-1964. Lúc lên 10 tuổi, bố mẹ cậu cho rằng Barnes đã "quá giàu trí tượng tượng". Vào thời thiếu niên cậu đã sinh sống tại Northwood, Middlesex, 'Metroland trong đó anh đặt tên cuốn tiểu thuyết đầu tiên của mình. Sau đó anh đã nhập học tại Học viện Magdalen, Oxford, nơi anh học ngành ngôn ngữ hiện đại. Sau khi tốt nghiệp, anh làm nhà phê bình và biên tập từ ngữ cho Từ điển tiếng Anh Oxford cho ba năm. Sau đó anh đã làm nhà phê bình và biên tập viên văn học cho New Statesman and the New Review. Trong thời gian của mình tại New Statesman, Barnes bị suy nhược sự nhút nhát, anh nói: "Khi có cuộc họp hàng tuần, tôi sẽ bị liệt vào sự im lặng, và đã được coi là thành viên câm của các nhân viên". Từ năm 1979 đến 1986 ông làm việc như một nhà phê bình truyền hình, đầu tiên cho New Statesman và sau đó cho The Observer.